# Procédure de désarmement en Irlande du Nord
Le désarmement en Irlande du Nord était un processus prévu par l'accord de Belfast dans le cadre du processus de paix en Irlande du Nord. En vertu de l'accord du Vendredi saint et de l'accord de Belfast, tous les groupes paramilitaires ayant combattu pendant les troubles devaient être désarmés. Le désarmement a été une question déterminante dans les efforts de négociation de la paix en Irlande du Nord.

## Accord du Vendredi saint
L'accord de Belfast, ou accord du Vendredi saint, est signé à Belfast le 10 avril 1998 (Vendredi saint) par les gouvernements britannique et irlandais et approuvé par la plupart des partis politiques[Lesquels ?] d'Irlande du Nord.
Il prévoit un gouvernement associant catholiques et protestants, dont les aspirations traditionnelles, exprimées par le nationalisme d'un côté et l'unionisme de l'autre, s'étaient souvent opposées au fil des ans. L'accord reconnait la légitimité des deux aspirations. L'une des dispositions de l'accord prévoit que les parties acceptent d'user collectivement de leur influence pour parvenir au déclassement dans un délai de deux ans, c'est-à-dire en mai 2000.

## Commission internationale indépendante sur le désarmement
La Independent International Commission on Decommissioning (IICD) a été créée pour superviser le démantèlement. Son objectif était de faciliter le démantèlement des armes à feu, des munitions et des explosifs.

## Problèmes de désarmement
Jusqu'à la fin 2001, l'Armée républicaine irlandaise provisoire (IRA) était réticente à désarmer. L'IRA refusait de désarmer parce qu'elle estimait que le gouvernement britannique n'avait pas respecté sa part du marché, en édulcorant les réformes de la Police Royale de l'Ulster proposées par la Commission Patten et en ne retirant pas les troupes d'Irlande du Nord.
Après l'expiration du délai initial de désarmement (mai 2000), la commission internationale indépendante sur le désarmement a fixé la date au 30 juin 2001. Cette date est également passée sans qu'un désarmement complet n'ait eu lieu,.
La crise a atteint son paroxysme en juillet 2001 lorsque David Trimble, chef du parti unioniste d'Ulster, a démissionné de son poste de premier ministre de l'exécutif d'Irlande du Nord, qui partage le pouvoir, pour protester contre le fait que l'IRA n'avait pas tenu sa promesse de mettre ses armes "complètement et de manière vérifiable hors d'usage" (il a été réélu par la suite). Le processus de paix est à nouveau sur le point de s'effondrer, l'IRA provisoire n'ayant pas réussi à convaincre le gouvernement britannique ou les unionistes d'Ulster qu'elle avait fait "des progrès suffisants vers le désarmement".

## Percée
Le 7 août 2001, l'IRA s'est mise d'accord sur une méthode de destruction de son arsenal. Tony Blair, Premier ministre du Royaume-Uni à l'époque, a qualifié cette avancée de "significative" et d'"historique". Le général canadien John de Chastelain, président de la Commission internationale indépendante sur le désarmement, a déclaré que les propositions avaient été acceptées par la commission comme étant de nature à "mettre les armes de l'IRA complètement et de manière vérifiable hors d'usage". Les Unionistes d'Ulster avaient déclaré qu'ils ne participeraient plus à l'Assemblée d'Irlande du Nord si l'IRA ne commençait pas à désarmer. L'annonce a été faite après des réunions entre la commission et un représentant de l'IRA.
Au cours du processus de désarmement, le Parti Unioniste Démocrate a demandé à l'IRA de publier des photographies du processus de désarmement afin de satisfaire "l'homme de la rue" unioniste. L'IRA a rejeté ces demandes, affirmant que cela équivaudrait à une "humiliation", et que deux ecclésiastiques superviseraient le processus à la place.
En juin 2009, l'Ulster Volunteer Force et les Red Hand Commandos ont tous deux annoncé qu'ils avaient achevé un processus de mise hors service. L'UDA a déclaré qu'elle avait entamé un processus qui mènerait à la destruction de toutes ses armes. À l'origine, les deux organisations avaient refusé de procéder au déclassement, affirmant que copier l'action de l'IRA reviendrait à "danser à leur diapason".

## Chronologie
- 10 avril 1998 (Vendredi saint) : Signature de l'accord de Belfast, qui prévoit le désarmement de tous les groupes paramilitaires d'Irlande du Nord d'ici mai 2000.
- Mai 2000 : La date limite de désarmement est dépassée. La Commission internationale indépendante sur le désarmement convient d'une nouvelle date limite, le 30 juin 2001.
- 30 juin 2001 : la date limite de désarmement est dépassée.
- Juillet 2001 : David Trimble, chef de file des unionistes d'Ulster, démissionne de son poste de premier ministre en raison du refus de l'Armée républicaine irlandaise provisoire (IRA) de désarmer.
- 7 août 2001 : L'IRA se met d'accord sur une méthode de désarmement.

## Voir également
- Processus de paix entre le gouvernement colombien et les FARC-EP